# Alfred Kunze

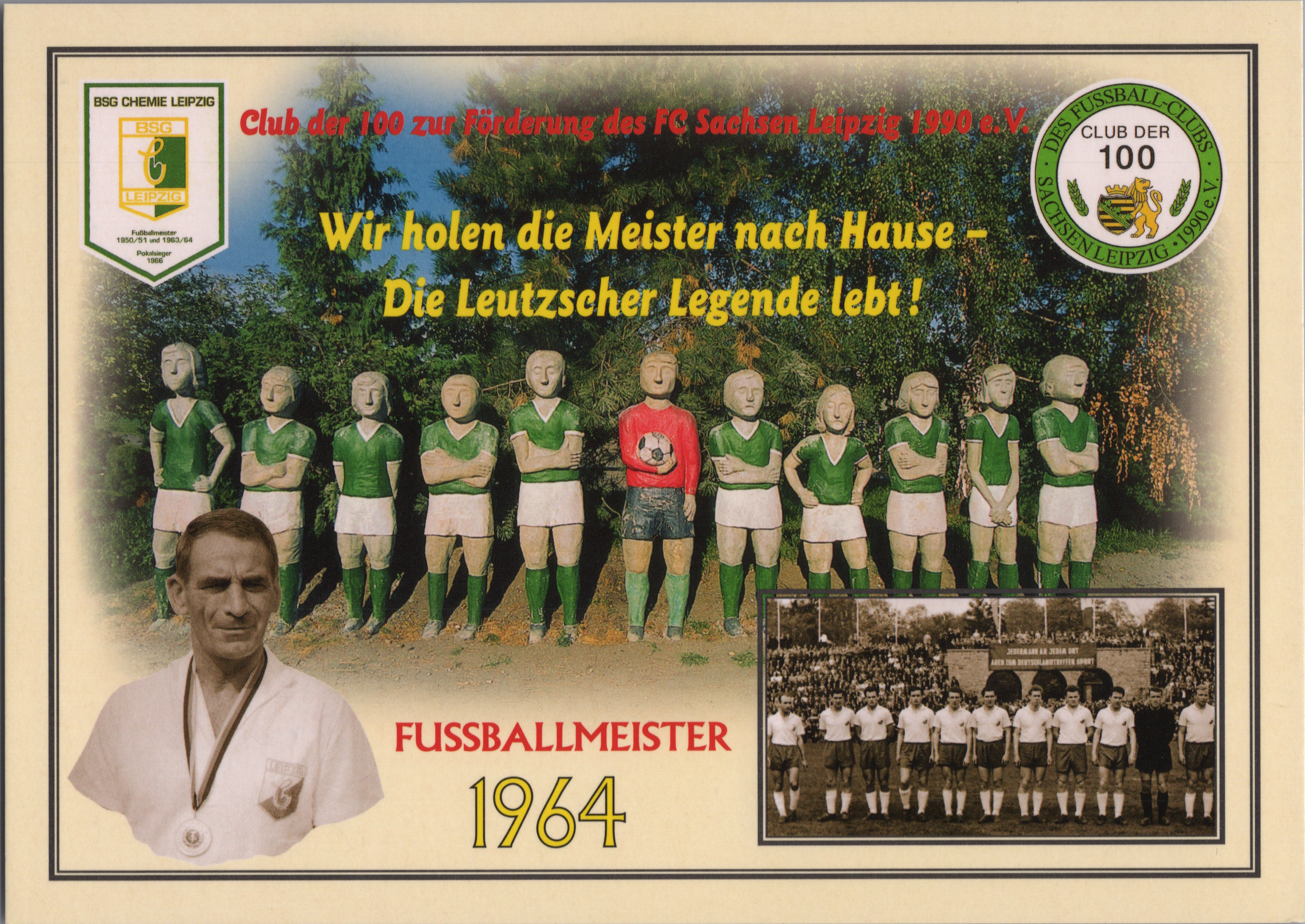
Alfred Kunze (auf einer Ansichtskarte)

Alfred Kunze (* 8. September 1909 in Leipzig; † 19. Juli 1996 ebenda) war deutscher Fußballspieler, -trainer und Fußballtheoretiker in der DDR. Die BSG Chemie Leipzig führte er in der Oberliga-Spielzeit 1963/64 als Trainer zur Meisterschaft.

## Leben und Wirken

### Spieler, Lehrer, Trainer und Soldat (1926–1945)
Kunze wuchs im Leipziger Stadtteil Stötteritz auf und begann dort 1926 seine Fußballkarriere beim Arbeitersportverein VfL Südost Leipzig. Als 24-Jähriger musste er 1933 den Verein wechseln, da die Nationalsozialisten die Arbeitersportvereine verboten hatten. Zusammen mit seinem Bruder ging Kunze zu Wacker Leipzig, wo er als Läufer bis 1938 aktiv war. Danach beendete ein komplizierter Beinbruch seine Laufbahn als aktiver Fußballspieler. Da er bereits zwischen 1929 und 1933 ein Lehrerstudium absolviert hatte, konnte er eine Tätigkeit als Volksschullehrer aufnehmen. 1940 bis zu seiner Einberufung zur Wehrmacht 1941 übernahm er das Training seines alten Vereins Wacker Leipzig. Kunze war von 1937 bis 1945 Mitglied der NSDAP und Inspekteur bei der Wehrmacht.

### Fußballfachmann in der jungen DDR (1948–1952)
Für Alfred Kunze war der Zweite Weltkrieg erst 1948 zu Ende, als er aus britischer Gefangenschaft entlassen wurde. Er ging in seine Heimatstadt Leipzig zurück und übernahm das Training bei der TSG Leipzig-Stötteritz. Im Juli 1950 berief ihn der Deutsche Sportausschuß, das oberste Sportgremium in der DDR, in den Fachausschuss Fußball. Zwischen 1950 und 1952 war Kunze als Fußballdozent an der Leipziger Sporthochschule DHfK tätig. 1951 betreute Kunze eine DDR-Fußballauswahl in zwei inoffiziellen Länderspielen gegen Polen. Beide Spiele, die zur Vorbereitung des offiziellen Länderspielverkehrs ab 1952 dienten, gingen sowohl in Berlin mit 0:3 als auch in Leipzig mit 1:4 verloren.

### Fiasko mit Vorwärts Leipzig/Berlin (1952/53)
1950 war als zentrale Sportgemeinschaft der Volkspolizei die Sportvereinigung VP Leipzig gegründet worden. Später von der Kasernierten Volkspolizei (KVP) übernommen, sollte die Fußballsektion der SV zu einer DDR-Spitzenmannschaft ausgebaut werden. Dazu wurden im Herbst 1952 sehr zum Unmut des Leipziger Fußballpublikums zahlreiche Spitzenspieler des Lokalrivalen und DDR-Fußballmeisters 1951 BSG Chemie Leipzig abgeworben. Mit Beginn der 2. Halbserie der Spielzeit 1952/53 wurde der bisherige Trainer Heinz Krügel entlassen und durch Alfred Kunze ersetzt. Wenige Wochen später veranlasste die Sportvereinigung Vorwärts, der die inzwischen auf SV Vorwärts KVP Leipzig umgetaufte Mannschaft unterstand, den Umzug nach Berlin. Bei diesem ganzen Durcheinander gelang es Kunze nicht, eine homogene Mannschaft zu formen, und so musste die KVP-Mannschaft Vorwärts Berlin aus der höchsten DDR-Fußballklasse Oberliga absteigen.

### Erster Erfolg mit Chemie Leipzig (1953–1955)
Nach Leipzig zurückgekehrt, übernahm Kunze mit der Saison 1953/54 die Rumpfmannschaft von Chemie Leipzig, die im Stadtteil Leutzsch spielte und nach dem Aderlass zugunsten der „Armeemannschaft“ Vorwärts die abgelaufene Spielzeit nur mit Platz 8 beendet hatte. Hier entfachte er zum ersten Mal den Geist von Leutzsch, stachelte den Ehrgeiz der Zurückgebliebenen an und führte die Mannschaft überraschend zur Vizemeisterschaft. Anschließend wurde erneut Unruhe von außen in die Mannschaft hineingetragen. Die DDR-Sportführung hatte beschlossen, innerhalb der einzelnen zentralen Sportvereinigungen Schwerpunktklubs zu bilden. Für die SV Chemie war der Standort Halle bestimmt worden, und die Leipziger Chemie-Spieler wurden aufgefordert, sich dem neuen SC Chemie Halle-Leuna anzuschließen. Nach einigem Hin- und Her erreichten die Spieler jedoch, beim neuen Leipziger Klub SC Lokomotive Leipzig unterzukommen, wo auch Alfred Kunze wieder das Training übernahm. In dieser Mannschaft fehlten indes frühere Stützen von Chemie Leipzig wie Günter Busch, Heinz Schoppe, Lothar Vetterke und Werner Walther, und so landete Lok Leipzig am Ende der Saison 1954/55 auf dem enttäuschenden 11. Platz, während der neue Lokalrivale SC Rotation Rang 3 erreicht hatte.

### Degradierung und Bewährung (1955–1963)
- (nach einer Übergangsrunde im Herbst 1955 wurde die Spielzeit bis 1960 dem Kalenderjahr angeglichen)

Die Spielvereinigung Lokomotive versetzte daraufhin Alfred Kunze im Sommer 1955 zum Drittligisten Lok Weimar. Kunze führte die Mannschaft binnen eines Jahres in die 1. DDR-Liga. In der Saison 1957 war Kunze für ein Jahr Trainer des Zweitligisten SC Wissenschaft Halle. Mit Beginn der Spielzeit 1958 durfte Kunze wieder das Training von Lok Leipzig übernehmen. Die Mannschaft war nach einem Zwischenhoch 1956 vom 3. Platz 1957 wieder in die Mittelmäßigkeit zurückgefallen. Gleich im ersten Jahr brachte er das Team bis in das Endspiel des DDR-Pokalwettbewerbes, wo die Elf jedoch dem SC Einheit Dresden mit 1:2 unterlag. Danach dauerte es noch zwei Jahre, ehe Kunze die Mannschaft erneut auf einen dritten Platz in der Oberliga führen konnte. Nach weiteren Platzierung in der oberen Tabellenhälfte wurde Kunzes Mannschaft erneut Opfer strukturellen Änderungen. In Leipzig sollte es mit dem SC Leipzig nur noch einen Fußballklub geben, dem die besten Leipziger Spieler zuzuführen waren. Der nicht förderungswürdige Rest durfte wie zu alten Zeiten mit Trainer Kunze als Betriebssportgemeinschaft Chemie weiterspielen.

### Erneut bei Chemie Leipzig (1963–1967)
In der Saison 1963/64 wurde er mit Chemie DDR-Meister. Nach einem 3. Platz 1965 gewann Kunze mit Chemie Leipzig am 30. April 1966 durch einen 1:0-Sieg über Lok Stendal den DDR-Fußballpokal. Manfred Walter spielte in diesem Zeitraum 16 Mal in die DDR-Nationalmannschaft. Bernd Bauchspieß wurde unter Kunze u. a. 1965 Torschützenkönig der DDR-Oberliga. Beide Spieler gewannen zusammen mit ihrem Mannschaftskollegen Klaus Lisiewicz die Bronzemedaille bei den Olympischen Spielen 1964. Seine Erfolge machten Kunze auch über die DDR-Grenzen hinaus bekannt, der TUS Bremerhaven und Tunesien boten ihm Verträge an, die er jedoch aus politischen Gründen nicht annehmen konnte. Derweil machte sich die untergeordnete Rolle einer Betriebssportgemeinschaft bei Chemie Leipzig immer deutlicher bemerkbar, talentierte Nachwuchsspieler wurden rar und am Ende der Saison 1966/67 belegte die Mannschaft Platz 12 in der Tabelle. Kunze legte sein Traineramt nieder.

### Der Fußballtheoretiker (1967–1976)
Der DDR-Fußballverband setzte Kunze als Dozent im Wissenschaftlichen Zentrum des DFV ein. Neben seiner Lehrtätigkeit veröffentlichte Kunze 1977 das Lehrbuch „Fußball“, erarbeitete Lehr- und Ausbildungsprogramme und fungierte in Vorbereitung auf die Fußball-Weltmeisterschaft 1974 als Beobachter für die DDR-Nationalmannschaft. 1976 ging Alfred Kunze in den Ruhestand.

### Trainerstationen im Überblick
| 1953      | Vorwärts Leipzig/Berlin   |
| 1953–1955 | BSG Chemie/SC Lok Leipzig |
| 1955–1956 | BSG Lok Weimar            |
| 1957      | SC Wissenschaft Halle     |
| 1958–1963 | SC Lok Leipzig            |
| 1963–1967 | BSG Chemie Leipzig        |

## Alfred-Kunze-Sportpark (1992)
Noch zu seinen Lebzeiten wurde Alfred Kunze ein Denkmal besonderer Art gesetzt: In Gedenken an seine spektakulären Erfolge wurde am 27. Mai 1992 der Leutzscher Georg-Schwarz-Sportpark, Kunzes langjährige Wirkungsstätte und bisher benannt nach dem Widerstandskämpfer Georg Schwarz, in Alfred-Kunze-Sportpark umbenannt. Bis 2004 war das Stadion Spielstätte des FC Sachsen Leipzig, dem Nachfolgeverein der BSG Chemie. Nach der Fertigstellung des Neubaus des größeren Zentralstadions 2004 trug die 1. Männermannschaft ihre Heimspiele dann zunächst dort aus und im Alfred-Kunze-Sportpark spielten nur noch die Nachwuchsmannschaften. Ab der Saison 2009/10 bis zur Insolvenz 2011 trug der FC Sachsen seine Heimspiele, mit Ausnahme so genannter Risikospiele, schließlich wieder im Alfred-Kunze-Sportpark aus. Seit der Saison 2014/15 trägt mit der neugegründeten BSG Chemie Leipzig wieder ein Leutzscher Verein seine Heimspiele im „AKS“ aus.

## Werke
- Fußball: Ein Lehrbuch für Trainer, Übungsleiter und Aktive. 2. Auflage, Sportverlag, Berlin 1981, ISBN 3-328-00035-6.

## Auszeichnungen
- 1966: Erinnerungsplakette des DFV[2]